# Pomaro Monferrato
Pomaro Monferrato és un municipi situat al territori de la província d'Alessandria, a la regió del Piemont (Itàlia).
Pomaro Monferrato limita amb els municipis de Borgo San Martino, Bozzole, Giarole, Occimiano, Ticineto, Valenza i Valmacca.

## Galeria

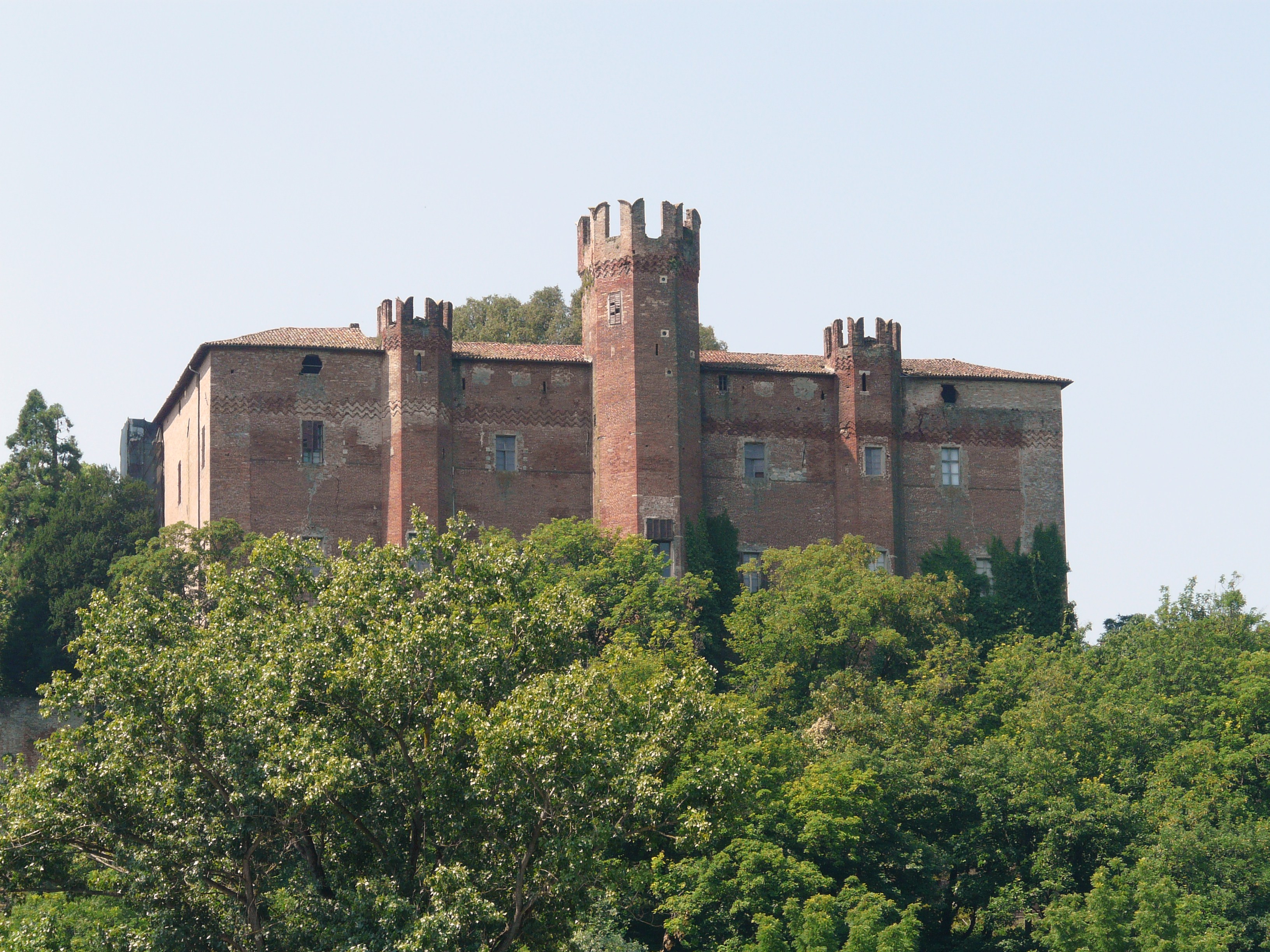
Castell de Pomaro Monferrato
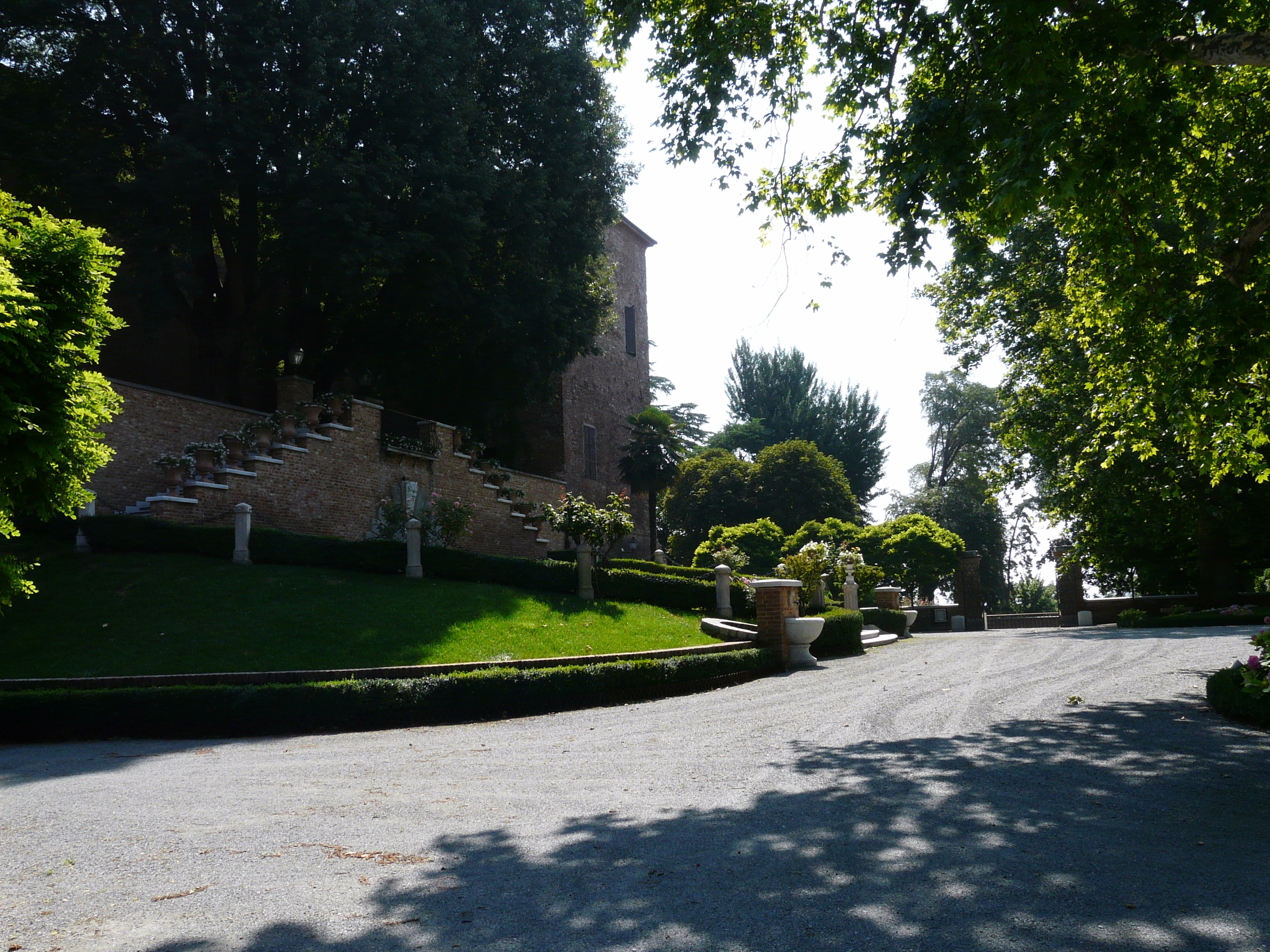
Jardins del Castell
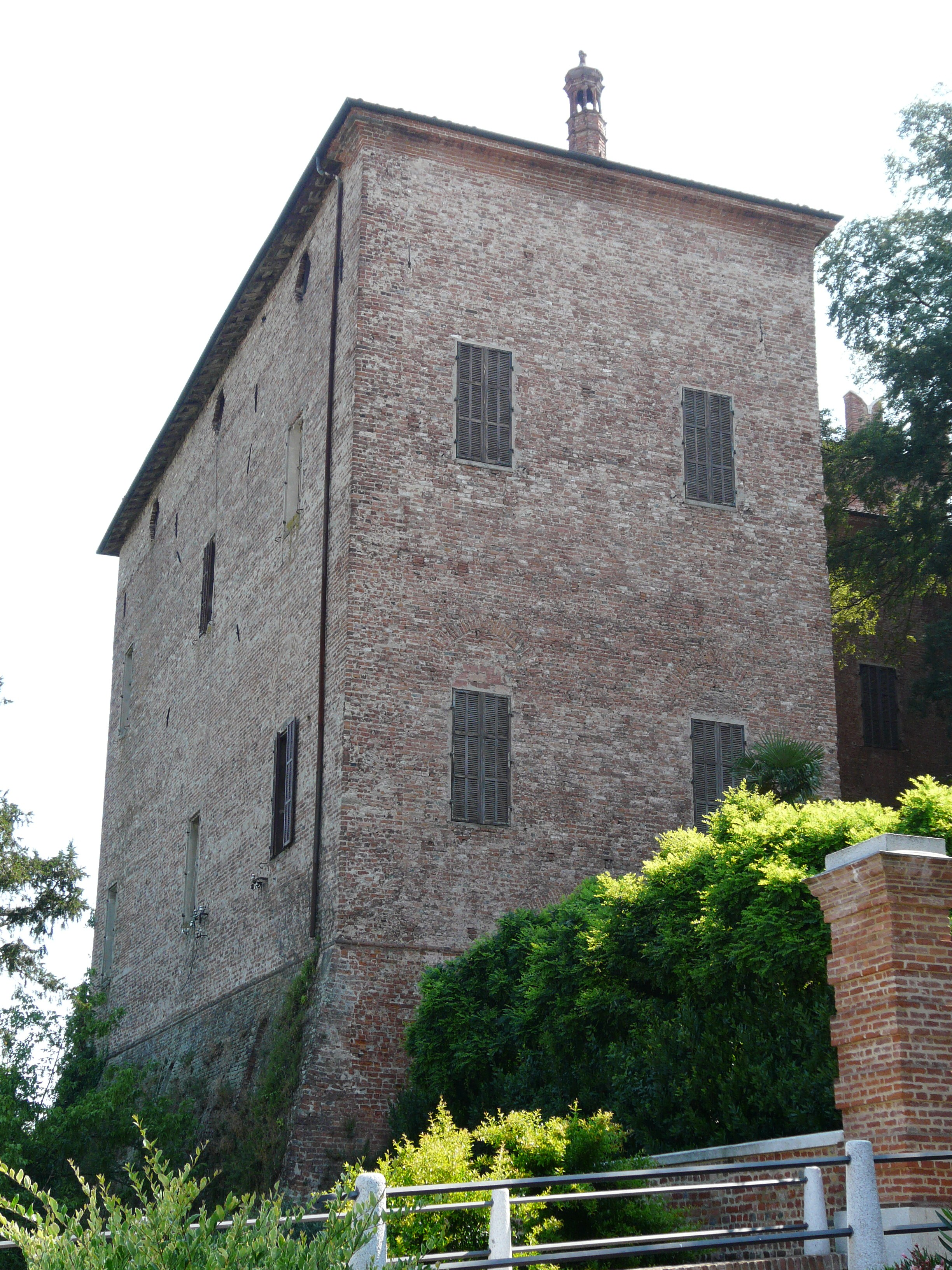
Castell de Pomaro Monferrato